# هویتسرت
هویتسرت (به آلمانی: Heuzert) یک شهر در آلمان است که در وستروالدکرایس واقع شده‌است.